# Чебышовка (Одоевский район)
Чебышовка — деревня в Одоевском районе Тульской области России.
В рамках административно-территориального устройства относится к Рылевской сельской администрации Одоевского района, в рамках организации местного самоуправления — административный центр сельского поселения Восточно-Одоевское.

## География
Расположена в 14 км к востоку от райцентра, посёлка городского типа Одоев, вдоль автомобильной дороги муниципального значения Одоев — Плавск.

## Население
| 2010 |
| ---- |
| 29   |

## Инфраструктура
В состав населённого пункта входит 19 домовладений с земельными участками, часть из которых заброшена и находится в запустении.
Населённый пункт полностью электрифицирован, газификация населённого пункта должна произойти до 2025 года.
Водоснабжение населённого пункта выполнено ПНД трубопроводом диаметром 150 мм от водонапорной башни, расположенной на территории АПК «Тюринский», находящейся в ведении МУП «Одоевское ЖКХ»
В непосредственной близости от населённого пункта расположена базовая станция сотового оператора Теле2 работающая в формате 4G LTE, а также МТС вещающая в формате 3G
Через населённый пункт проходит маршрут общественного транспорта Одоев — Ботвиньево, по которому два раза (утром и в обед), а по пятницам ещё и вечером ходит автобус.

## Аэродром
Рядом с селом находится аэродром Рылёво (код ИАКО: RDV4), бывший АХР аэродром. С аэродрома производятся вылеты лёгкой авиации и сверхлёгкой авиации для обработки полей. Аэродром принадладит ООО АПК «Тюринский». Аэродром недействующий.

## Галерея

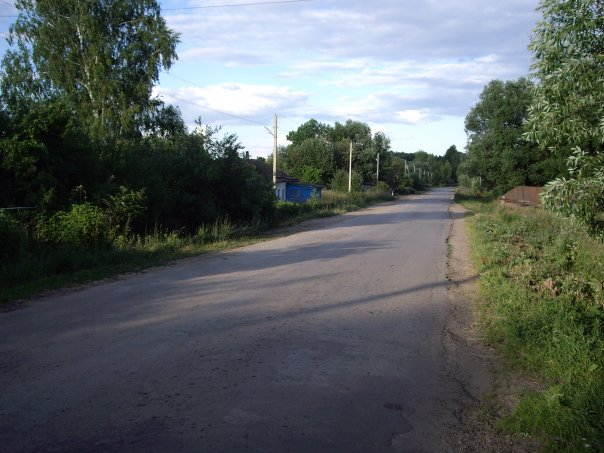
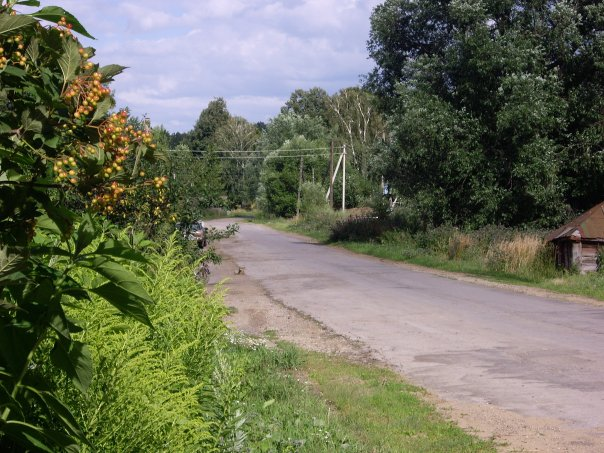